# Ducati Monster 800
Ducati Monster 800 i.e. – włoski motocykl typu naked bike produkowany przez Ducati w latach 2003–2004. Istnieje ulepszona wersja Monster 800S i.e., która posiada aluminiowe lagi i tylny wahacz oraz wstawki dekoracyjne z włókna węglowego. Jako opcja dostępny był kit Termignoni w skład którego wchodziły tłumiki z włókna węglowego, sportowy filtr powietrza K&N oraz komputer sterujący praca silnika.

## Dane techniczne/Osiągi
Silnik: L2
Pojemność silnika: 803 cm³
Moc maksymalna: 73 KM/8250 obr./min
Maksymalny moment obrotowy: 69 Nm/6250 obr./min
Prędkość maksymalna: 200 km/h
Przyspieszenie 0–100 km/h: 4,5 s